# 그 여자 작사 그 남자 작곡
《그 여자 작사 그 남자 작곡》(Music and Lyrics)은 2007년 공개된 미국의 로맨틱 코미디 영화이다.

## 줄거리
한때는 소녀군단을 거느린 팝스타였지만 놀이동산이 유일한 무대가 되어버린 짠내나는 신세 ‘알렉스’(휴 그랜트)와 남다른 작사 재능을 가진 엉뚱발랄 ‘소피’(드류 베리모어)가 만들어가는 로맨틱 코미디

## 배역
- 드류 베리모어 - 소피 피셔 역
- 휴 그랜트 - 알렉스 플레처 역
- 브래드 거렛 - 크리스 라일리 역
- 헤일리 베넷 - 코라 콜만 역
- 크리스틴 존스턴 - 론다 역
- 아시프 맨드비 - 칸 역
- 매튜 모리슨 - 레이 역
- 캠벨 스코트 - 슬론 케이츠 역
- 다니엘 스튜어트 셔먼 - 윌리 역
- 제이슨 앤툰 - 그렉 안톤스키 역
- 빌리 그리피스 - 데렉 역
- 스펜서 리 - 베스 라일리 역
- 스콧 포터 - 콜린 톰슨 역
- 애덤 그루퍼 - 개리 역
- 토니 트럭스 - 트리샤 역